# CAF-1
CAF-1 (chromatin assembly factor-1) представляет собой комплекс, состоящий из трёх субъединиц:  Chaf1a (p150),  Chaf1b (p60) и  p50. Этот комплекс переносит тетрамер (четвёрку) гистонов H3/H4 на реплицирующуюся ДНК. CAF-1 участвует в создании клеточной эпигенетической памяти, необходимой для поддержания индивидуальных черт (дифференцировки) соматических клеток.
CAF-1 требуется для пространственной организации и эпигенетической маркировки доменов гетерохроматина  в плюрипотентных эмбриональных стволовых клетках.
Путём подавления активности CAF-1 необходимой для сборки хроматина можно перевести эмбриональные стволовые клетки в состояние тотипотентности характерное для ранних эмбрионов 2-клеточной стадии.
Подбором оптимального уровня CAF-1 и факторов транскрипции можно повысить эффективность репрограммирования на несколько порядков  и сократить продолжительность репрограммирования в ИПСК до всего лишь 4 дней. Очевидно, подавление активности CAF-1  приводит к образованию более доступной структуры хроматина на энхансерных участках во время ранних стадий репрограммирования. Эти изменения сопровождаются снижением численности соматических гетерохроматиновых доменов, увеличением связывания Sox2 с участками, отвечающими за плюрипотентность, и активацией соответствующих генов. Подавление CAF-1 также повышает эффективность прямой трансдифференцировки В-клеток в макрофаги и фибробластов в нейроны.
Предполагается, что во время дифференцировки стволовых клеток и клеток-предшественников CAF-1 поддерживает точность и правильность клонирования клеток, целостность клонов, контролируя доступность хроматина в специфических локусах и ограничивая связывание транскрипционных факторов, таких как ELF1, что предотвращает их эктопическое связывание на альтернативных сайтах.  Истощение CAF-1 способствует открытию хроматина в определенных локусах, что приводит к конкурентному связыванию факторов транскрипции на альтернативных сайтах и как результат к неоднородности программ транскрипции, что приводит к неоднородным результатам дифференцировки